# Arte Deutschland TV
«Арте Дойчланд ТВ» (Arte Deutschland TV) — компания расположенная в Баден-Бадене, осуществляющая с 30 мая 1992 года координацию вещания государственных учреждений Германии по франкоязычной телепрограмме «Арте Франсес» и германоязычной телепрограмме «Арте Дойч», осуществляющие вещание по ним совместно с компанией «Арте Франс» и группой экономических интересов «Арте». 

## Владельцы
Владельцами телекомпании являются Второе германское телевидение и вещательные организации земель Германии (Западно-Германское радио, Юго-Западное радио, Северо-Германское радио, Баварское радио, Центрально-Германское радио, Гессенское радио, Радио Берлина и Бранденбурга, Саарландское радио и Радио Бремена), а она сама в свою очередь является участником группы экономических интересов «Арте». 

## Руководство
Руководство телекомпанией осуществляют:
- общее собрание (Gesellschafterversammlung)[1], состоящий из генерального директора Второго германского телевидения и генерального директора государственных учреждений теле- и радиовещания земель Германии, между общими собраниями действует программный совет (Programmbeirat)[2];
- высшее должностное лицо — управляющий (Geschäftsführer).